# Friedrich Lindner
Friedrich Lindner (ur. 9 marca 1904, zm. 5 stycznia 1949 w Krakowie) – zbrodniarz hitlerowski, esesman, członek załogi niemieckiego obozu koncentracyjnego Plaszow.
Pełnił służbę w Płaszowie jako konwojent więźniarskich drużyn roboczych pracujących przy torach kolejowych (także w filli obozu płaszowskiego w Bieżanowie). Za morderstwa i torturowanie więźniów obozów koncentracyjnych skazany został 3 czerwca 1948 przez polski sąd w Krakowie na karę śmierci przez powieszenie. Wyrok wykonano w początkach stycznia 1949.